# Алек Попов
Алек Василев Попов е български писател, автор на романите „Мисия Лондон“, „Черната кутия“ и няколко сборника с разкази. Той пише също радиопиеси, излъчвани по Българското национално радио (БНР), и сценарии за игрални и документални филми. През 2001 г. Българската национална телевизия снима филма „Чуждите стъпки“ по едноименния разказ от сборника му „Мръсни сънища“. Член-кореспондент е на БАН.

## Биография
Алек Попов е роден в София през 1966 г. в семейството на професора по математика Васил Попов. В основата на фамилния му корен са интелектуалците Атанас Попов и Лилия Сталева.
Завършва Националната гимназия за древни езици и култури „Константин Кирил Философ“ и българска филология в Софийския университет „Св. Климент Охридски“. Работил е като редактор, уредник в Националния литературен музей и дипломат (аташе по културата в българското посолство в Лондон). Алек Попов е директор на Дома на детската книга в София и главен редактор на списание „Родна реч“.
Прес-секретар на българския ПЕН клуб. Член на Сдружението на български писатели, на което е и прес-секретар (1996 – 1997).
На 22 октомври 2012 г. Алек Попов е избран за член-кореспондент на Българската академия на науките в направление „Творци на изкуството“.
Умира на 22 март 2024 година.

## Преводи на творби на Алек Попов
Разказите и есетата на Алек Попов са преведени на унгарски, сръбски, чешки, полски, словенски, датски, английски, немски, френски, турски, албански език.
Първото издание на романа му „Мисия Лондон“ е публикувано на сръбски от издателство Геопоетика (2004), следват преводи на унгарски (Londoni küldetés) от József Attila Kör-Kijárat Kiadó (2005) и френски. Романът е публикуван на 16 езика.
Немското издателство Sukultur публикува книгата му с разкази „Руска електронна поща“ (2005). Полското издателство Scriptum публикува книгата му с разкази „Мръсни сънища“ и „Пътят за Сиракуза“ (2006).
Включен е в антологиите:
- ((de)) Bulgarische Erzählungen des 20. Jahrhunderts, Insel Verlag, 1996, 363 S. (съставител Норберт Рандов).
- ((fr)) Les Belles Étrangères: Quatorze écrivains bulgares, Paris, Éditions L'esprit des Péninsules, 2001, 206 p. (ISBN 978-2-84636-009-8)
- ((en)) Voices from the Faultline (a Balkan Anthology), edited by A. Johnson and Zakalin Nezic, ZayuPress, USA, 2002, 291 p. (ISBN 0-9707059-2-1)
- ((de)) Bulgarien Prosa, Hrsg. von Valeria Jäger und Alexander Sitzmann, Wieser Verlag, Klagenfurt, Austria, 2005, 696 S. (ISBN 978-3-85129-483-5)[24]

## Радиопиеси
- 1994 – „Мазето“
- 1995 – „Буба лази“
- 1996 – „Месарят от червената долина“
- 2006 – „Мисия Лондон“
- 2012 – „Ковачи“

## Награди
Алек Попов е носител на редица литературни награди, сред които:
- 1994 – наградата на БНР за криминален разказ „Павел Вежинов“,
- 1995 – българската награда за фантастика „Гравитон“,
- 1999 – наградата за къс разказ „Рашко Сугарев“,
- 2002 – наградата „Хеликон“ за най-добра белетристична книга на годината – за сборника с разкази „Ниво за напреднали“[25],
- 2004 – годишната награда на английското електронно списание „Clouds“, където романът „Мисия Лондон“ се публикува на английски език,
- 2005 – националната награда за драматургия „Иван Радоев“ – за пиесата „Мисия Лондон“[26],
- 2007 – наградата „Елиас Канети“ (Русе) за романа „Черната кутия“[27],
- 2008 – наградата „Цветето на Хеликон“ за най-продавана българска книга в книжарници Хеликон за „Черната кутия“,
- 2008 – наградата на Art.bg and ОББ (Обединена Българска Банка) за романа „Черната кутия“,
- 2012 – отличието „Четящият човек“[28][29],
- 2013 – наградата „Хеликон“ за най-добра белетристична книга на годината – за романа „Сестри Палавееви“[30],
- 2014 – наградата „Цветето на Хеликон“ – за романа „Сестри Палавееви“,
- 2014 – наградата „Чудомир“ за хумористичен разказ[31],
- 2019 – наградата за принос в развитието на литературата на Балканите „Прозарт“ (Скопие)[32],
- 2023 – националната награда за хумор и сатира „Райко Алексиев“ за хумористичен разказ[33][34][35].